# Mickuny (osada dworcowa)
Mickuny (lit. Mickūnai) – osada dworcowa na Litwie, w okręgu wileńskim, w rejonie wileńskim, w gminie Mickuny.
Znajduje tu się przystanek kolejowy Mickuny, położony na linii Nowa Wilejka – Turmont (dawnej Kolei Warszawsko-Petersburskiej).